# 레이카 하루
레이카 하루(일본어: 礼華 はる れいか はる[*], 10월 8일 - )는 다카라즈카 가극단 츠키구미에 소속되어있는 남역 스타이다.
도쿄도 분쿄구, 일본여자대학부속고등학교 출신이다. 키 178cm, 혈액형 AB형, 애칭은 "파루", "하루"이다.

## 약력
2013년, 다카라즈카 음악학교 입학.
2015년, 다카라즈카 가극단 101기생으로 입단. 츠키구미 공연 「1789」로 초무대. 그 후, 츠키구미 배속
장신의 대형 스타 후보로서 주목을 받아, 2021년, 타마키 료ㆍ미소노 사쿠라 톱콤비 퇴단공연 「오란기」로 신인공연 첫 주연. 당초에는 전년의 「피가르 광소곡」으로 첫 주연 예정이었으나, 코로나-19의 영향으로 신인공연이 중지되었다.
2022년, 츠키시로 카나토ㆍ우미노 미즈키 톱콤비 대극장 오히로메 「오늘 밤, 로맨스 극장에서」로 2번째 신인공연 주연.

## 인물
현역 다카라젠느로서는 같은 츠키구미 남역 오오쿠스 테라의 키 180cm 다음으로 장신이다.
특기는 바이올린이다.

## 주요 무대
| 기간 (월)   | 소속 | 제목                                                   | 공연장                                | 배역                                                  | 비고                                 |
| ----------- | ---- | ------------------------------------------------------ | ------------------------------------- | ----------------------------------------------------- | ------------------------------------ |
| 2015년      |      |                                                        |                                       |                                                       |                                      |
| 4 - 6       | 츠키 | 1789-바스티유의 연인들-                                | 다카라즈카 대극장                     |                                                       | 초무대                               |
| 6 - 7       | 츠키 | 1789-바스티유의 연인들-                                | 도쿄 다카라즈카 극장                  |                                                       |                                      |
| 9           | 츠키 | A-EN(에이엔) ARI VERSION                               | 바우홀                                | 레이몬드                                              |                                      |
| 11 - 16년 2 | 츠키 | 舞音-MANON-                                            | 다카라즈카 대극장 도쿄다카라즈카 극장 |                                                       |                                      |
| 11 - 16년 2 | 츠키 | GOLDEN JAZZ                                            | 다카라즈카 대극장 도쿄다카라즈카 극장 |                                                       |                                      |
| 2016년      |      |                                                        |                                       |                                                       |                                      |
| 6 - 9       | 츠키 | NOBUNAGA〈信長〉-하천(下天)의 꿈-                      | 다카라즈카 대극장 도쿄다카라즈카 극장 | 하세가와 쿄스케 (신인공연)                            | 본역 : 하루미 유우                   |
| 6 - 9       | 츠키 | Forever LOVE!!                                         | 다카라즈카 대극장 도쿄다카라즈카 극장 |                                                       |                                      |
| 10 - 11     | 츠키 | Bow Singing Workshop〜츠키〜                           | 바우홀                                |                                                       |                                      |
| 2017년      |      |                                                        |                                       |                                                       |                                      |
| 1 - 3       | 츠키 | 그랜드 호텔                                            | 다카라즈카 대극장 도쿄다카라즈카 극장 | 도어맨 에릭 리트나워 (신인공연)                       | 본역 : 아사미 준ㆍ아카츠키 치세이    |
| 1 - 3       | 츠키 | 카르셀 윤무곡                                          | 다카라즈카 대극장 도쿄다카라즈카 극장 |                                                       |                                      |
| 5           | 츠키 | 나가사키시구레자카                                     | 하카타좌                              | 당인(唐人)                                            |                                      |
| 5           | 츠키 | 카르셀 윤무곡                                          | 하카타좌                              |                                                       |                                      |
| 7 - 10      | 츠키 | All for One                                            | 다카라즈카 대극장 도쿄다카라즈카 극장 | 위병 포르투스 (신인공연)                              | 본역 : 아카츠키 치세이               |
| 12          | 츠키 | Arkadia-아르카디아-                                    | 바우홀                                | 조스                                                  |                                      |
| 2018년      |      |                                                        |                                       |                                                       |                                      |
| 2 - 5       | 츠키 | 컴퍼니 -노력(레슨), 열정(패션), 그리고 동료들(컴퍼니)- | 다카라즈카 대극장 도쿄다카라즈카 극장 | 보이 하세야마 소타 (신인공연)                         | 본역 : 아카츠키 치세이               |
| 2 - 5       | 츠키 | BADDY-악당은 달에서 온다-                              | 다카라즈카 대극장 도쿄다카라즈카 극장 | 배드보이                                              |                                      |
| 6 - 7       | 츠키 | 비가 올때 노래하면                                     | TBS아카사카ACT시어터                  | 댄/신사(紳士)                                         |                                      |
| 8 - 11      | 츠키 | 엘리자베트-사랑과 죽음의 윤무-                         | 다카라즈카 대극장 도쿄다카라즈카 극장 | 흑천사 엘마 바차니 (신인공연)                         | 본역 : 렌 츠카사ㆍ아카츠키 치세이    |
| 2019년      |      |                                                        |                                       |                                                       |                                      |
| 1           | 츠키 | ON THE TOWN                                            | 도쿄국제포럼                          | 웨이터                                                |                                      |
| 3 - 6       | 츠키 | 몽현무쌍                                               | 다카라즈카 대극장 도쿄다카라즈카 극장 | 지로/호노리가하라의 촌민 요시오카 덴시치로 (신인공연) | 본역 : 유메나 루네                   |
| 3 - 6       | 츠키 | 크룬테이프 천사의 도시                                 | 다카라즈카 대극장 도쿄다카라즈카 극장 |                                                       |                                      |
| 7 - 8       | 츠키 | 체게바라                                               | 일본청년관 드라마시티                 | 루이스 벨그네스                                       |                                      |
| 10 - 12     | 츠키 | I AM FROM AUSTRIA-고향은 단풍                          | 다카라즈카 대극장 도쿄다카라즈카 극장 | 다니엘 Jr./클럽의 남자 리처드 래팅어 (신인공연)       | 본역 : 츠키시로 카나토               |
| 2020년      |      |                                                        |                                       |                                                       |                                      |
| 2           | 츠키 | 적과 흑                                                | 미소노좌                              | 라주마트 남작                                         |                                      |
| 9 - 21년 1  | 츠키 | WELCOME TO TAKARAZUKA-눈과 달과 꽃과-                  | 다카라즈카 대극장 도쿄다카라즈카 극장 |                                                       |                                      |
| 9 - 21년 1  | 츠키 | 피가르 광소곡                                          | 다카라즈카 대극장 도쿄다카라즈카 극장 | 피엘                                                  |                                      |
| 2021년      |      |                                                        |                                       |                                                       |                                      |
| 2 - 3       | 츠키 | 달 레이크의 사랑                                       | TBS아카사카ACT시어터 드라마시티       | 저스빌                                                |                                      |
| 5 - 8       | 츠키 | 오란키                                                 | 다카라즈카 대극장 도쿄다카라즈카 극장 | 겐시치 쿠스노키 마사츠라 (신인공연)                   | 본역 : 타마키 료 신인공연 첫 주연    |
| 5 - 8       | 츠키 | Dream Chaser                                           | 다카라즈카 대극장 도쿄다카라즈카 극장 |                                                       |                                      |
| 10          | 츠키 | LOVE AND ALL THAT JAZZ                                 | 바우홀                                | 에리히 좀머 소위/유디                                 |                                      |
| 2022년      |      |                                                        |                                       |                                                       |                                      |
| 1 - 3       | 츠키 | 오늘 밤, 로망스 극장에서                               | 다카라즈카 대극장 도쿄다카라즈카 극장 | 사기리 마키노 켄지 (신인공연)                         | 본역 : 츠키시로 카나토 신인공연 주연 |
| 1 - 3       | 츠키 | FULL SWING!                                            | 다카라즈카 대극장 도쿄다카라즈카 극장 |                                                       |                                      |
| 5           | 츠키 | 부에노스아이레스의 바람                                | 일본청년관 드라마시티                 | 비센테                                                |                                      |
| 7 - 10      | 츠키 | 위대한 개츠비                                          | 다카라즈카 대극장 도쿄다카라즈카 극장 | 빌록시                                                |                                      |
| 11 - 12     | 츠키 | 블랙잭 위험한 내기                                     | 전국투어                              | 조이                                                  |                                      |
| 11 - 12     | 츠키 | FULL SWING!                                            | 전국투어                              |                                                       |                                      |
| 2023년      |      |                                                        |                                       |                                                       |                                      |
| 2 - 4       | 츠키 | 응천의 문                                              |                                       |                                                       |                                      |
| 2 - 4       | 츠키 | Deep Sea-해신들의 카르나발루-                          |                                       |                                                       |                                      |

## 수상 이력
- 2022년, 다카라즈카 가극단 연도상 - 2021년도 신인상